# Liparis flammula
Liparis flammula är en orkidéart som beskrevs av Charles Frappier och Eugène Jacob de Cordemoy. Liparis flammula ingår i släktet gulyxnen, och familjen orkidéer.
Artens utbredningsområde är Réunion. Inga underarter finns listade i Catalogue of Life.